# Wasilij Minakow
Wasilij Iwanowicz Minakow (ros. Василий Иванович Минаков, ur. 7 lutego 1921 w miejscowości Iłłarionowskij w powiecie piatigorskim w guberni terskiej (obecnie miasto Mineralne Wody w Kraju Stawropolskim), zm. 8 października 2016 w Petersburgu) – radziecki lotnik morski, generał major lotnictwa, Bohater Związku Radzieckiego (1944).

## Życiorys
Urodził się w rodzinie chłopskiej. Skończył 9 klas szkoły średniej, uczył się w aeroklubie w Piatigorsku, od listopada 1938 służył w marynarce wojennej, w grudniu 1940 ukończył wojskowo-morską szkołę lotniczą w Jejsku. W marcu 1941 został pilotem, w maju 1941 młodszym lotnikiem, a w styczniu 1942 lotnikiem 4 minowo-torpedowego pułku lotniczego Sił Powietrznych Floty Oceanu Spokojnego, od 1943 należał do WKP(b). Od czerwca 1942 uczestniczył w wojnie z Niemcami jako dowódca klucza 36 pułku minowo-torpedowego Sił Powietrznych Floty Czarnomorskiej, od października 1942 służył w 5 gwardyjskim minowo-torpedowym pułku lotniczym Sił Powietrznych Floty Czarnomorskiej jako lotnik, od czerwca 1943 dowódca klucza, a od maja 1944 zastępca dowódcy eskadry. Brał udział w obronie Kaukazu, wyzwalaniu Krymu i Ukrainy i zajmowaniu Rumunii oraz Bułgarii. Do października 1944 wykonał 182 loty bojowe, w tym 71 nocne, niszcząc 13 transportów wroga (7 osobiście i 6 w grupie). Łącznie podczas wojny wykonał 206 lotów bojowych, w tym 108 bombardowań, 31 ataków torpedowych, 28 lotów zwiadowczych, 28 w celu umieszczenia min. W styczniu 1945 został skierowany na szkolenie, w czerwcu 1945 ukończył wyższe kursy lotnicze Sił Powietrznych Marynarki Wojennej w Mozdoku, po czym wrócił do swojego pułku, w którym w maju 1946 został dowódcą eskadry, w grudniu 1947 został pomocnikiem, a w grudniu 1949 zastępcą dowódcy 68 minowo-torpedowego pułku lotniczego 19 Minowo-Torpedowej Dywizji Lotniczej na Bałtyku. W 1952 ukończył Akademię Wojskowo-Morską im. Woroszyłowa i został dowódcą 52 gwardyjskiego minowo-torpedowego pułku lotniczego 89 Minowo-Torpedowej Dywizji Lotniczej Floty Oceanu Spokojnego, a w grudniu 1955 dowódcą 128 Gwardyjskiej Minowo-Torpedowej Dywizji Lotniczej Sił Powietrznych Floty Bałtyckiej, w 1961 ukończył Wojskową Akademię Sztabu Generalnego i został szefem sztabu – I zastępcą dowódcy Sił Powietrznych Floty Północnej, w latach 60. był komenderowany służbowo do Egiptu. 18 lutego 1958 otrzymał stopień generała majora lotnictwa. W lutym 1971 mianowano go naczelnikiem 30 Naukowo-Badawczego Instytutu Lotnictwa i Kosmonautyki w Leningradzie, gdzie kierował opracowywaniem techniki lotniczej, w październiku 1985 zwolniono go do rezerwy. Napisał 16 książek o lotnikach morskich.

## Odznaczenia
- Złota Gwiazda Bohatera Związku Radzieckiego (5 listopada 1944)
- Order Lenina (1944)
- Order Rewolucji Październikowej (1981)
- Order Czerwonego Sztandaru (trzykrotnie, 1942, 1945 i 1965)
- Order Aleksandra Newskiego (1944)
- Order Wojny Ojczyźnianej I klasy (dwukrotnie, 1944 i 1985)
- Order Czerwonej Gwiazdy (dwukrotnie)
- Order „Za służbę Ojczyźnie w Siłach Zbrojnych ZSRR” III klasy (1980)
- Order Czerwonego Sztandaru (Ludowa Republika Bułgarii)

I medale.